# 尹賢淑
尹賢淑（韓語：윤현숙，1971年12月27日—），韓國女演員、歌手。

## 演出作品

### 電視劇
- 2005年：SBS《香港特急》飾演 洪佑新
- 2005年：MBC《美妙人生》飾演 白賢珠
- 2005年：MBC《秘密男女》
- 2006年：MBC《90天，相愛的時間》
- 2007年：MBC《梅麗大邱攻防戰》
- 2008年：MBC《甜蜜的人生》
- 2008年：tvN《The Queen》
- 2011年：MBC《愛情萬萬歲》飾演 吳真心

### 電影
- 1993年：《Kid Cop》（客串）
- 1999年：《The Wife In Romance》（客串）
- 2000年：《Scissors》（客串）
- 2004年：《Clementine》
- 2005年：《The Art Of Fighting》（客串）
- 2006年：《The Fox Family》